# St. Jost (Marburg)

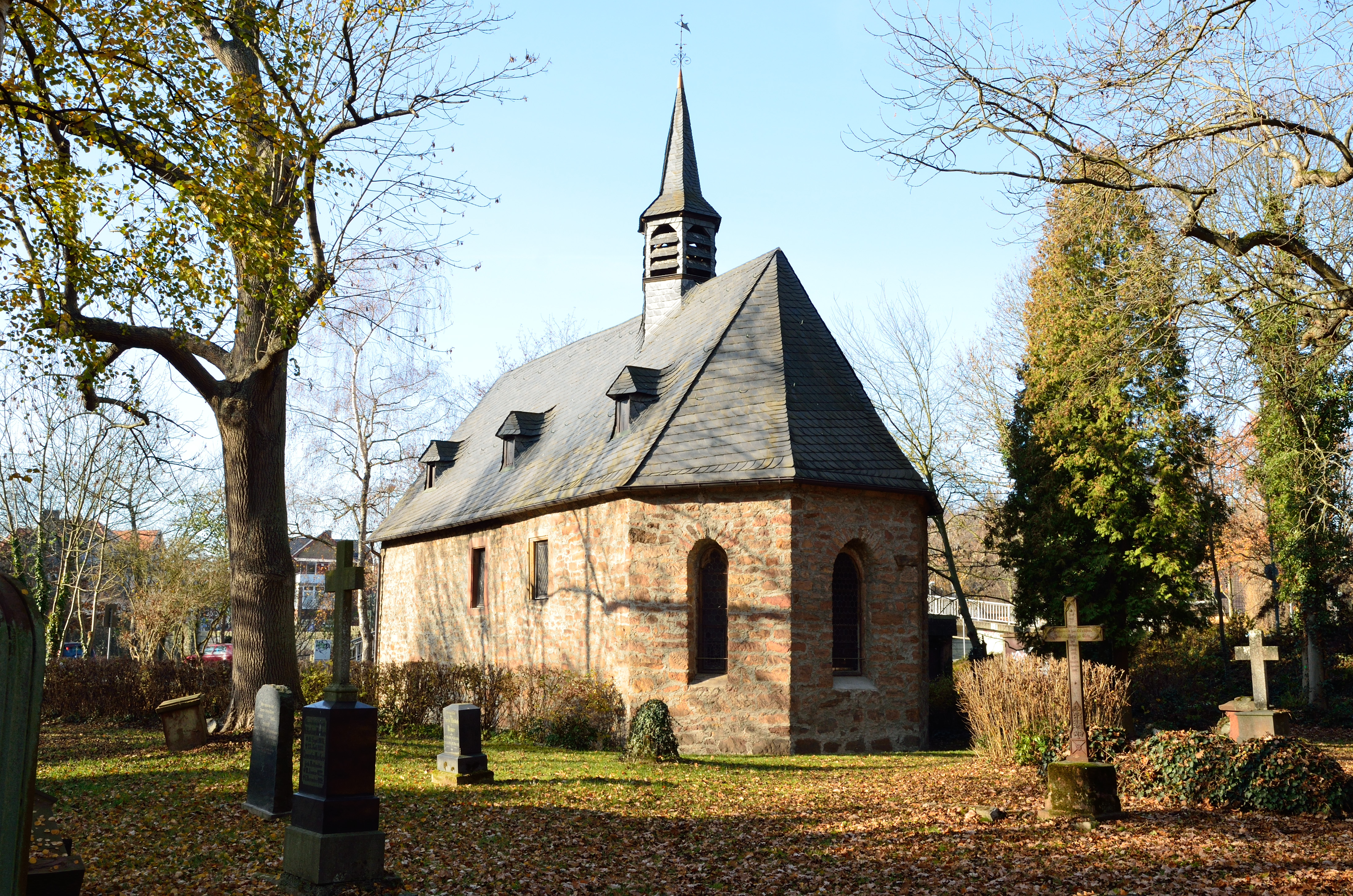
Kirche von Südosten

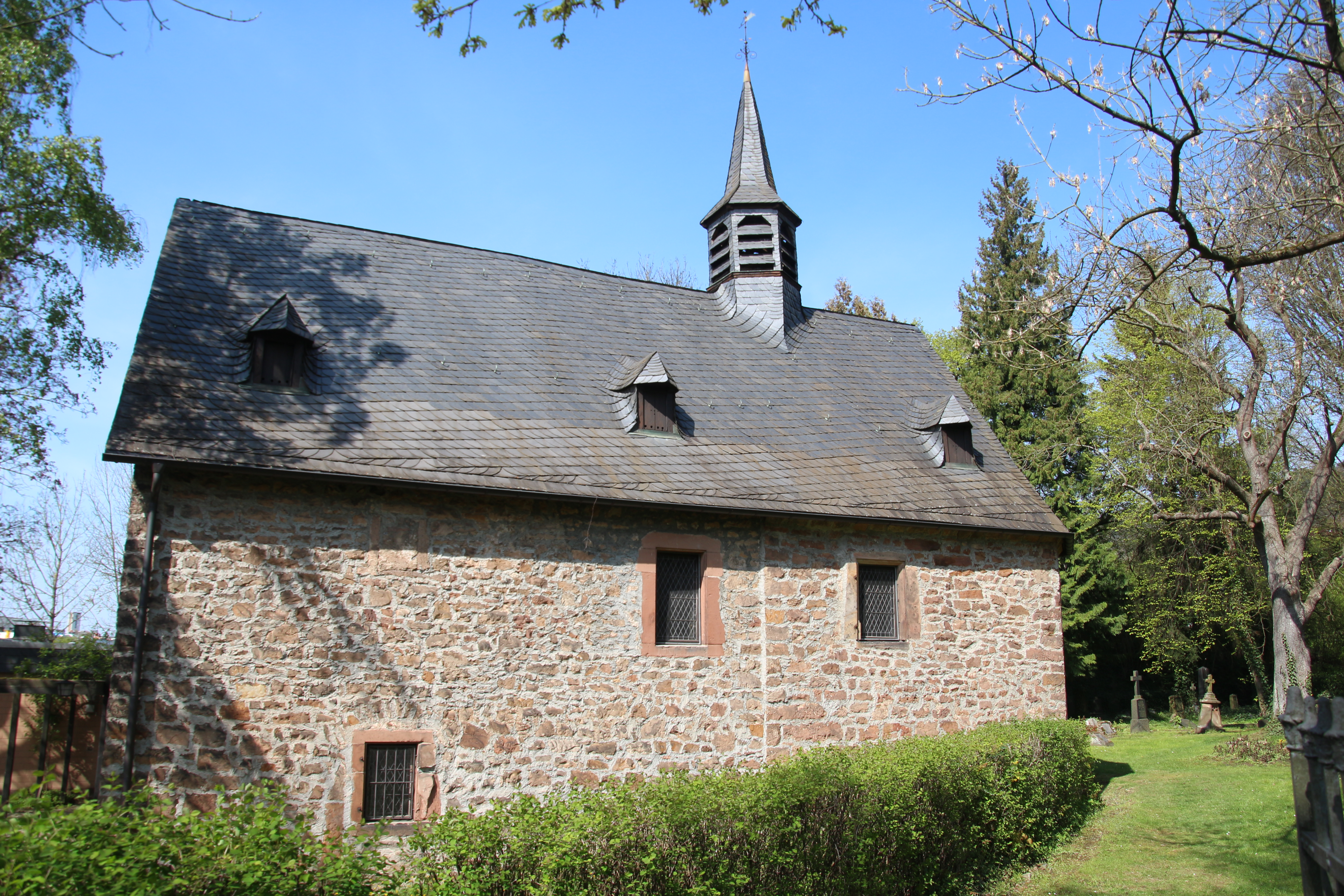
Südseite mit der Baunaht

St. Jost nah dem Marburger Stadtteil Weidenhausen ist die ehemalige Siechenkapelle der „Unteren Sieche“. Sie wurde im 14. Jahrhundert im Stil der Gotik errichtet. Die kleine denkmalgeschützte Saalkirche mit Dachreiter hat einen dreiseitigen Chorschluss im Osten. Seit 1955/1956 ist sie Teil des Gemeindebezirks Ost der Universitätskirche Marburg.

## Geschichte
St. Jost wurde zu Beginn des 14. Jahrhunderts am Rande der Vorstadt Weidenhausen errichtet. Die Kapelle gehörte zur „Unteren Sieche“, einer Art Frauenhospiz außerhalb der Stadt. Hier wurden an Lepra und anderen schweren Infektionskrankheiten leidende Frauen versorgt, fanden Pilger Zuflucht und wurden Sterbende begleitet. Die Kapelle war dem Jodokus, einem Pestheiligen, geweiht, der zugleich Schutzpatron der Pilger war. Schon vor der heiligen Elisabeth von Thüringen führte ein Jakobsweg die aus dem Osten und aus Mitteldeutschland kommenden Pilger auf ihrem Weg zum Grab des Jakobus des Älteren in Santiago de Compostela durch Weidenhausen, wo das Hospiz St. Jakob als Herberge diente. Etwas östlich von St. Jost entstand ebenfalls im 14. Jahrhundert eine „Obere Sieche“ für Männer (an der Ecke Alter Kirchhainer Weg und Georg-Voigt-Straße), die über eine dem heiligen Laurentius geweihte Kapelle verfügte. Die geistliche Bruderschaft von St. Jost, die im Marburger Barfüßerkloster ihren Sitz hatte, war Träger der Siechenhäuser, während der Deutsche Orden das Patronat innehatte. Beide Siechenhöfe wurden ab 1502 städtische Siechen für arme Frauen beziehungsweise arme Männer. Die Frauensieche wurde als zweigeschossiger Fachwerkbau im Jahr 1607 und die Männersieche 1611 neu errichtet. Später dienten sie als Altersheime. Die „Obere Sieche“ wurde 1962 und die Untere 1969 abgerissen.
Die Kapelle verfügte über eine Außenkanzel, die in reformatorischer Zeit beibehalten wurde. Nach ihrer Zerstörung im Dreißigjährigen Krieg erfolgte 1648 ihre Wiederherstellung.
Mit Einführung der Reformation wechselte Marburg 1527 zum evangelischen Bekenntnis. Die Siechenhöfe wurden zu städtischen Armenhäusern, die aus der Armenkasse der Stadt, dem „gemeinen Gotteskasten“, finanziert wurden. Die Kapelle St. Jost wurde in nachreformatorischer Zeit von den Bewohnern der „Unteren Sieche“ gepflegt, die auch für die täglichen Andachten zuständig waren. Der Oberpfarrer der Lutherischen Pfarrkirche St. Marien hatte alle zwei Wochen eine Predigt zu halten. Der Friedhof für die beiden Siechenhöfe wurde spätestens 1598 angelegt, möglicherweise auf dem Gelände eines ehemaligen Friedhofs. Er wurde bis 1952 belegt und 1956 säkularisiert. Im 19. Jahrhundert ging die Kapelle in den Besitz der Hospitalstiftung St. Jakob über, während die evangelische Kirche ein Nutzungsrecht behielt.
In den 1920er Jahren diente St. Jost Rudolf Otto zu liturgischen Experimenten über den „heiligen Dienst“. Seine geplanten Gottesdienstreformen waren durch die Gestalt der Kapelle St. Jost beeinflusst.
Im Jahr 1936 wurde die Kapelle renoviert. Wegen Baufälligkeit musste sie im November 1955 geschlossen werden. Die Stiftung St. Jakob und die Stadt Marburg übernahmen die Kosten für die Gebäudesanierung, die Landeskirche die Innenrenovierung. Der Segmentbogen im Mittelschiff wurde aus Klinker und Beton erneuert. Im Bereich der Chorfenster legte der Kunstmaler Karl Faulstich die Reste spätmittelalterlicher Fresken frei, die wegen ihres schlechten Erhaltungszustands wieder überputzt wurden. Zudem wurden Ausstattungsstücke erneuert und der Innenraum neu gestaltet. Am 26. Januar 1957 folgte die Wiedereinweihung.
1955/1956 wurde die Kapelle pfarramtlich mit der Universitätskirchengemeinde verbunden. Heute ist das „Kapellchen“ eine beliebte Trau- und Taufkirche und dient für regelmäßige Andachten. Der alte Weidenhäuser Friedhof wird heute von der Stadt Marburg verwaltet und als Friedwald genutzt.

## Architektur

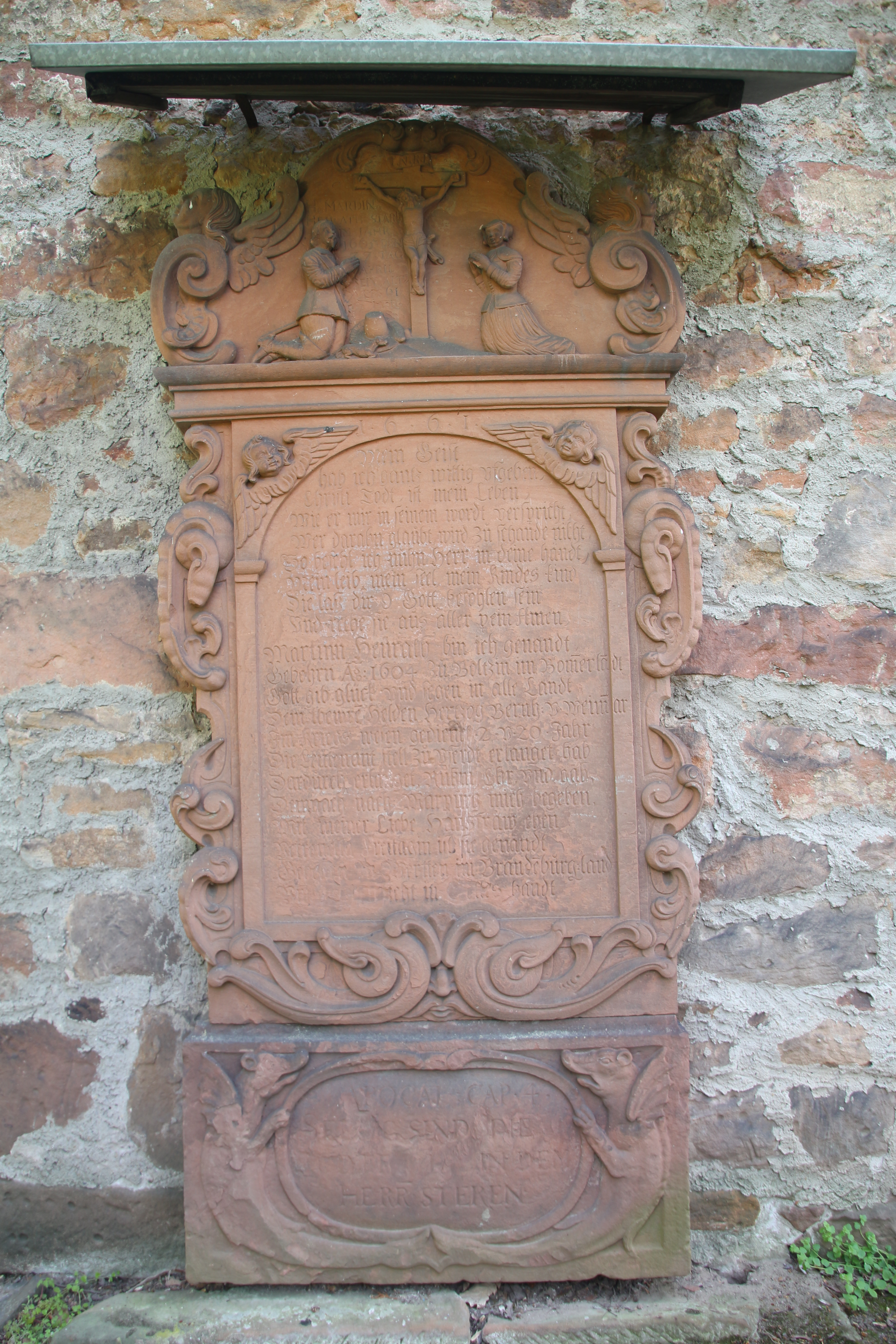
Barockes Epitaph an der Nordseite des Chors

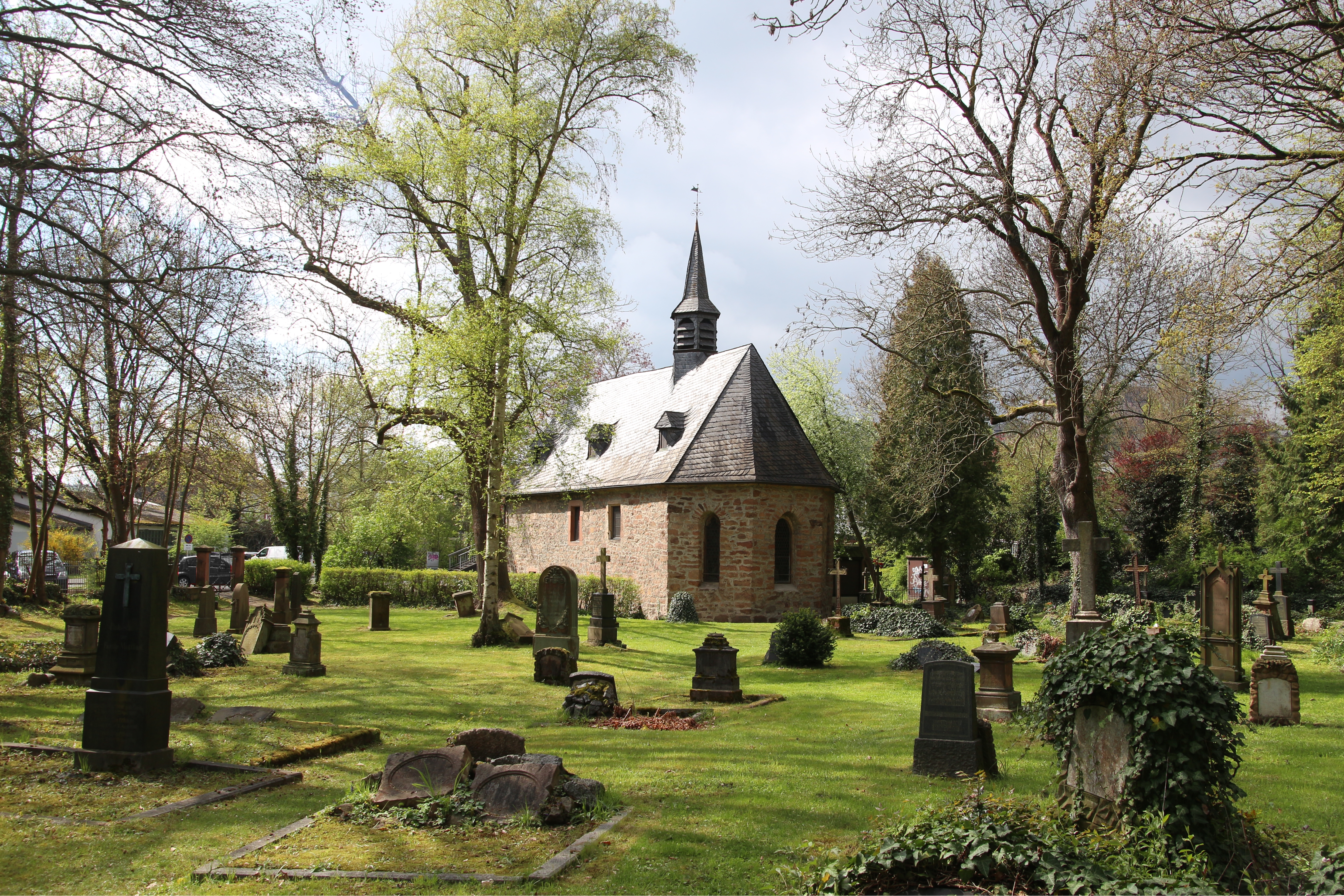
Kapelle auf dem denkmalgeschützten Friedhofsgelände

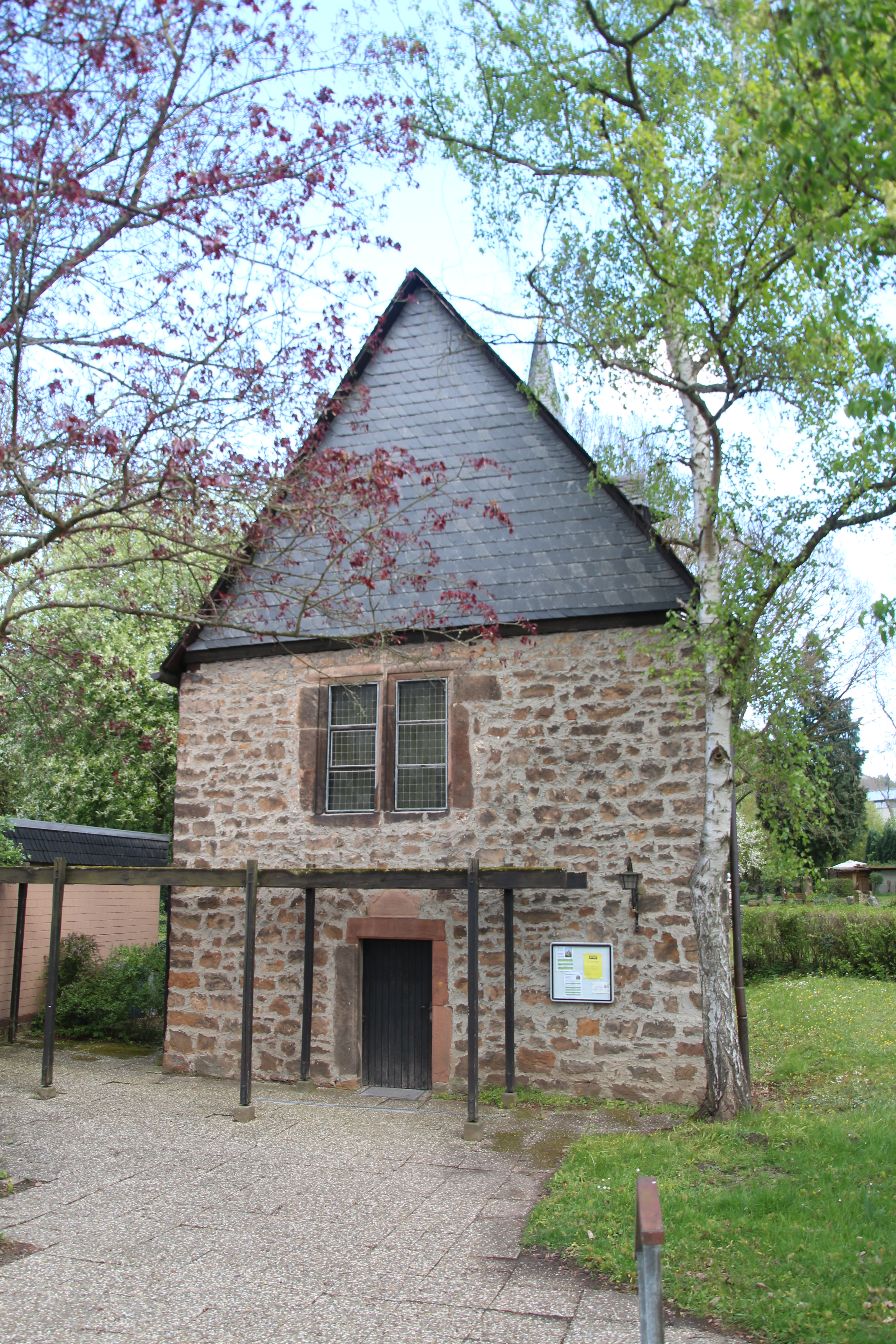
Westseite mit Portal

Die in etwa geostete und leicht nach Nordost ausgerichtete Kapelle wurde außerhalb der Vorstadt Weidenhausen errichtet. Sie liegt heute eingeschlossen in dem schmalen Streifen zwischen der Stadtautobahn im Westen (B 3) und der Main-Weser-Bahn in Osten. Im Osten schließt sich ein Friedhof an, auf dem etwa 200 Grabsteine erhalten sind, die überwiegend aus dem Ende des 19. und dem Anfang des 20. Jahrhunderts stammen. Drei Grabsteine datieren aus dem 17. Jahrhundert. Eine Mauer aus Sandstein umgibt den Friedhof.
Die unverputzte Kapelle auf rechteckigem Grundriss ist aus Bruchsteinmauerwerk aus rotem Sandstein gebaut. Sie wird von einem verschindelten Satteldach bedeckt, das im Süden mit drei kleinen Giebelgauben und im Norden mit einer Gaube bestückt ist. Der überwölbte polygonale Chor mit Walmdach ist der älteste Baukörper, der später um den Westteil erweitert wurde. Dendrochronologische Untersuchungen haben ergeben, dass das Gebälk des Dachstuhls (Kehlbalken mit Firstsäulen) um 1310 verbaut wurde, während die Balken im Westteil aus dem Jahr 1382/1383 stammen. Die Baunaht an den beiden Langseiten weist auf einen späteren Umbau hin.
Alle rechteckigen Fenster und das Westportal haben Gewände aus Rotsandstein und erhielten ihre Gestalt in späterer Zeit. Nur die drei flachspitzbogigen Chorfenster stammen aus gotischer Zeit. Das schlichte Mittelfenster wird von zwei Fenstern mit Nonnenkopf flankiert. Das Kirchenschiff wird an den Langseiten von je zwei kleinen Rechteckfenstern belichtet. Die Südwand hat im Westen im Bereich des vermauerten Südportals ein weiteres kleines Rechteckfenster, an der gegenüberliegenden Seite sind die Gewände des vermauerten hochrechteckigen Nordportals sichtbar. Die Westwand hat zwei größere Rechteckfenster in Höhe der Empore; das Giebeldreieck ist vollständig verschindelt. Das schlichte Westportal mit geradem Sturz erschließt die Kapelle. Darüber ist eine Bautafel aus Rotsandstein eingelassen, die von einer Renovierung in der Mitte des 18. Jahrhunderts berichtet: „RENOVIRT DURH DIE STADT·BAUMEISTER RAHT·SCHOPF HENRICH MARSCHALL UND IOHANNES ROS“.
An der Nordseite des Chors ist ein dreiteiliges barockes Grabdenkmal von Martin Heurath (1604–1661) und seiner Frau Petronella aus rotem Sandstein aufgestellt. Das mittlere Schriftfeld unter einem Rundbogen hat in den Zwickeln zwei geflügelte Engelköpfe und wird außen von Rocaillen gerahmt. Das geschwungene Kopfteil über einem Architrav zeigt das Ehepaar vor dem Gekreuzigten kniend, flankiert von Voluten. Der verwitterte Sockel trägt in einem Medaillon, das von zwei Drachen gehalten wird, eine Inschrift mit dem Bibelwort aus Offb 14,13 .
Der sechsseitige, verschindelte Dachreiter im östlichen Drittel datiert von 1738. Er beherbergt eine Glocke, die mit einem Glockenseil im Kirchenschiff von Hand geläutet werden kann. Der Turmschaft hat an jeder Seite rundbogige Schalllöcher und geht in einen Spitzhelm über, der von einer Wetterfahne bekrönt wird.

## Ausstattung

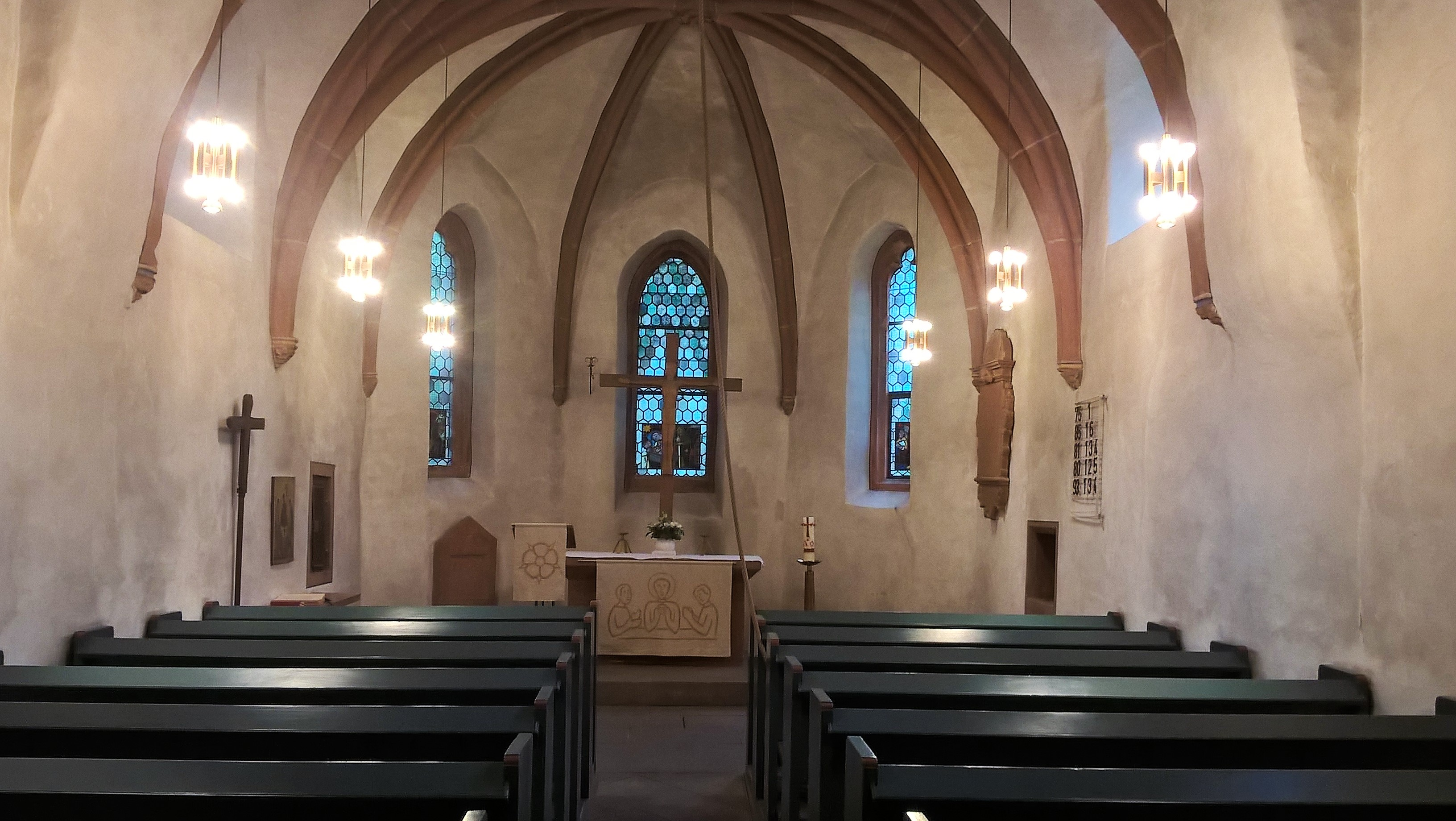
Blick auf den überwölbten Chor

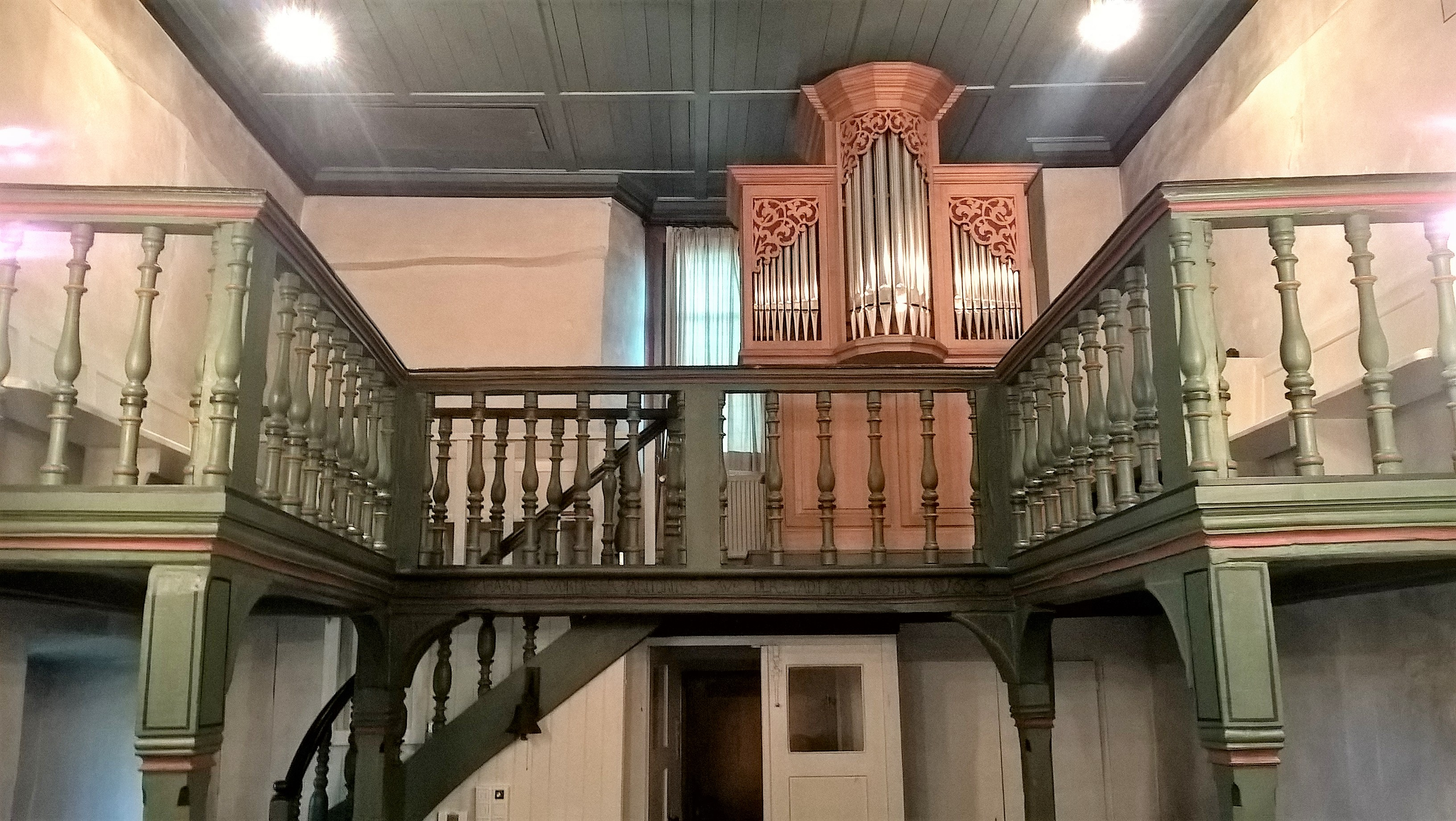
Orgelempore von 1606

Der Innenraum wird im Westen von einer hölzernen Flachdecke abgeschlossen. Der überwölbte Chor und das anschließende Joch haben auf kleinen Konsolen gekehlte Kreuzrippen, die in Schlusssteinen enden. Der Schlussstein im Joch ist mit einer fünfblättrigen Christrose belegt, der im Chorpolygon mit vier Eichenblättern. Darüber ist ein Kopf mit Pilgerhut gemalt, der bei einer späteren Renovierung überstrichen wurde. In der Südwand des Chors ist eine schlichte viereckige Piscina und in der Nordwand eine entsprechende Sakramentsnische eingelassen. Ein Renaissance-Epitaph mit Dreiecksgiebel und Wappen aus Rotsandstein ist im Chor unterhalb des Nordostfensters aufgestellt. Es erinnert an den Schöffen Henrich Muntzel († 1581). Aus barocker Zeit stammt das Epitaph für Johannes Junck († 1659), das an der südlichen Chorwand aufgehängt ist. Ein Inschriftenfeld wird von Voluten und Masken gerahmt und von einem gesprengten Giebel mit Medaillon bekrönt.
Die dreiseitig umlaufende hölzerne Empore im Westteil ist in der Bauinschrift mit dem Jahr 1606 bezeichnet: „BVRCKHARDT WORMBSER ANTONIUS SAVR DER STADTBAVWMEISTER AO 1606“. Sie hat eine gedrechselte Docken-Brüstung und ist grün gefasst. Die Profile sind rot abgesetzt. Die Empore ruht auf vier viereckigen Säulen mit Kopfbändern und dient als Aufstellungsort der Orgel. In der Südwestecke ermöglicht eine Treppe mit Docken den Zugang zur Empore.
Der Altarbereich ist seit 1956 um eine Stufe erhöht. Der Blockaltar wird von einer Mensaplatte aus rotem Sandstein über Schräge bedeckt. Das Kruzifix und das Pestkreuz der Erstausstattung (Mitte des 14. Jahrhunderts) sind im Marburger Universitätsmuseum ausgestellt. Die beiden Altarleuchten und das hölzerne Kruzifix mit schmalem, starrem Korpus gestaltete Helmuth Uhrig im Zuge der Kirchenrenovierung im Jahr 1956. Die barocke Kanzel kam nach der Kirchenrenovierung nicht wieder zur Aufstellung, sondern wurde der Weidenhäuser Erlengrabengesellschaft überlassen. Das schlichte hölzerne Kirchengestühl aus dem Jahr 1956 lässt einen Mittelgang frei.

## Orgel

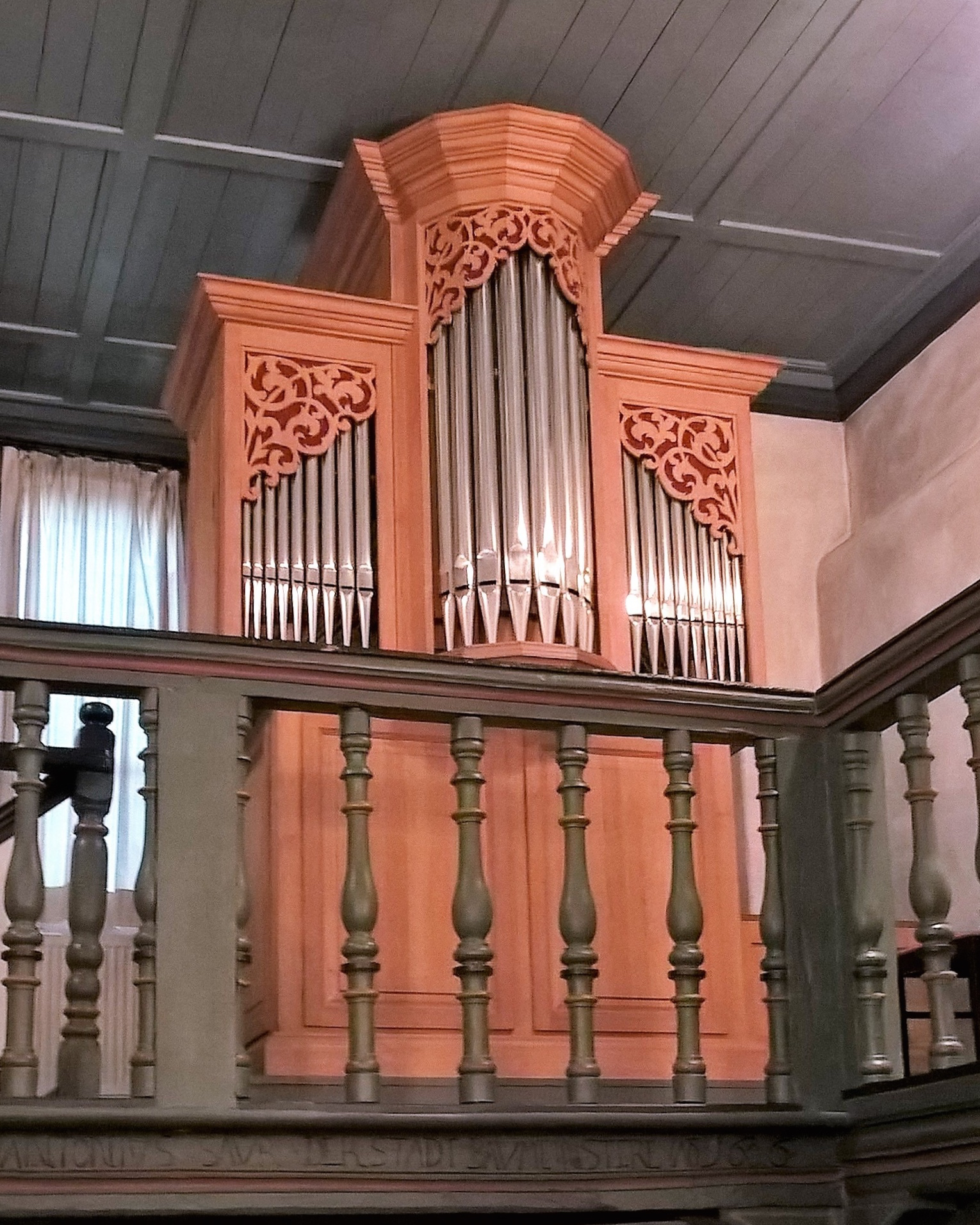
Haseborg-Orgel von 1997

Eine kleine Orgel, die ursprünglich für das Gymnasium Philippinum (Marburg) gebaut worden war, wurde 1956 erworben. Weitere Informationen über dieses Instrument liegen nicht vor, insbesondere konnten auch das Baujahr und der Erbauer noch nicht ermittelt werden. Dieses wich 1963 einer neuen Orgel der Firma E. F. Walcker & Cie. mit 11 Registern auf zwei Manualen und Pedal. Das unter der Opusnummer 4552 gebaute Orgelwerk war mit Schleifladen und einer mechanischen Traktur ausgestattet.
Der ostfriesische Orgelbaumeister Martin ter Haseborg ersetzte diese Orgel im Jahr 1997. Das Instrument ist in traditioneller Bauweise im Stil des Barock gefertigt. Der dreiachsige, holzsichtige Prospekt hat einen überhöhten polygonalen Mittelturm, der von zwei Pfeifenflachfeldern flankiert wird. Die Kranzgesimse sind reich profiliert, die Schleierbretter haben Flachreliefs mit Akanthuswerk. Das Instrument verfügt über sieben Register, die auf zwei Manuale verteilt sind. Das Pedal hat keine eigenen Register. Die Trakturen sind mechanisch ausgeführt. Die Orgel weist folgende Disposition auf:
| I Manual C–g3 |    |
| Rohrfloit     | 8′ |
| Principal     | 4′ |
| Octav         | 2′ |

| II Manual C–g3 |        |
| Gedackt        | 8′     |
| Blockfloit     | 4′     |
| Nasard         | 3′     |
| Tertia         | 1 3⁄5′ |

| Pedal C–f1 |
|            |

- Koppel: II/I, I/P, II/P